# Debatt
Ordet debatt kommer från franskans de- 'av, från' och battre 'kämpa', och betyder slå sönder (motståndarens argument).
En debatt kan vara i ett politiskt sammanhang där man som individ diskuterar om olika åsikter på frågor genom ett mer informellt sätt, eller där två eller fler debattörer (politiker) för debatt om samhällsfrågor, oftast förekommer dessa debatter på tv, radio, tidning eller annan media. Dessa förekommer främst i stater med demokrati och yttrandefrihet.
Under 1920-talet och 1930-talet utvecklades debatten genom radio, under 1950-talet och 1960-talet genom TV. Under 1990-talet blev det allt vanligare att ha med icke-berömda personer i debattprogrammen. Mot slutet av 1990-talet och 2000-talets första decennium blev Internet ett vanligare debattforum.
Tre ofta sammanblandade ord: debatt, diskussion och dialog. I en debatt har varje part en agenda som drivkraft. I en diskussion eller dialog kan det i stället vara sökandet efter kunskap eller konsensus som är målet.[källa behövs]

## Kulturdebatt
En kulturdebatt är en offentlig debatt som förs mellan intellektuella i medierna, företrädesvis på tidningarnas kultur- och debattsidor, men också i etermedierna. Kulturdebatter inleds ofta med ett provocerande inlägg eller ett utspel i medierna som sedan leder till fler inlägg.
Traditionellt är det krönikörer, författare, journalister, kulturarbetare och akademiker som deltar i kulturdebatter men på senare år har även bloggare fått en allt större betydelse.

### Kända kulturdebatter
- Querelle des anciens et des modernes
- Strindbergsfejden
- Trolöshetsdebatten

## Samhällsdebattör
Inom såväl partipolitik som samhället i övrigt har det under alla tider förekommit debatt, polemik och opinionsbildning via bland annat massmedia, genom marknadsföring, lobbying och olika slags kampanjer och demonstrationer. Även i vår tid bedrivs en omfattande samhällsdebatt i olika frågor via till exempel tidningars ledarsidor och debattsidor, inte sällan av mer eller mindre heltidsverksamma samhällsdebattörer. Dessa kan ofta vara journalister, författare eller före detta aktiva politiker, som har gjort sig kända att företräda olika ideologier, intresseorganisationer, tankesmedjor eller branscher. Inte sällan kan dessa numera försörja sig på detta genom att företräda verksamheters intressen, leda seminarier, föreläsningar eller delta som inbjudna i offentliga debattpaneler vid kongresser, mässor och andra evenemang. Några välkända exempel på svenska samhällsdebattörer är: Jan Myrdal, Jan Guillou, Maria Wetterstrand, Johan Norberg, Dilsa Demirbag-Sten, Kurdo Baksi, Anna Wahlgren.
Gränsande till detta är professionella lobbyister eller – genom historien vanliga – intrigörer och manipulatörer avlönade av olika mäktiga intressenter att på olika sätt förmå andra parter eller den allmänna opinionen att utveckla välvilja eller motvilja till olika intresseparter, det vill säga bedriva olika former av öppen eller dold propaganda.

## Debattpanel
En debattpanel är en tillfälligt sammansatt grupp av människor, som i en offentlig debatt – i tv/radio eller i samband med något evenemang – företräder olika intressen och synsätt för att klargöra olika ståndpunkter i speciella debattfrågor.